# Чемпіонат Швеції з хокею (1922—1952)
Чемпіонат Швеції з хокею (1922—1952) (швед. Svenska mästare i ishockey; прозваний шведським чемпіонатом) — це колишній шведський турнір з хокею з шайбою, який проводився за кубковою системою в період між 1922 і 1951 роками. Його також запланували на 1952 рік, але зрештою змагання були скасовані.
Найуспішнішою командою турніру став клуб ІК «Йота» (Стокгольм), який виграв дев'ять титулів. Після 1926 року переможці нагороджувалися кубком Ле Мата (Le Mat Trophy). Цим трофеєм тепер нагороджують переможців Шведської хокейної ліги.

## Переможці

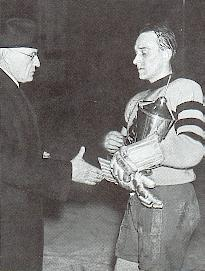
Капітан АІКа Аксель Нільссон отримує Кубок Ле Мата у 1938 році

| Сезон | Переможець                    | Фіналіст                           |
| ----- | ----------------------------- | ---------------------------------- |
| 1922  | ІК «Йота» (Стокгольм) (1)     | «Гаммарбю» ІФ (Стокгольм)          |
| 1923  | ІК «Йота» (Стокгольм) (2)     | «Юргорден» ІФ (Стокгольм)          |
| 1924  | ІК «Йота» (Стокгольм) (3)     | «Юргорден» ІФ (Стокгольм)          |
| 1925  | Седертельє СК (1)             | Вестерос СК                        |
| 1926  | «Юргорден» ІФ (Стокгольм) (1) | Вестерос СК                        |
| 1927  | ІК «Йота» (Стокгольм) (4)     | «Юргорден» ІФ (Стокгольм)          |
| 1928  | ІК «Йота» (Стокгольм) (5)     | Седертельє СК                      |
| 1929  | ІК «Йота» (Стокгольм) (6)     | Седертельє СК                      |
| 1930  | ІК «Йота» (Стокгольм) (7)     | АІК Стокгольм                      |
| 1931  | Седертельє СК (2)             | «Гаммарбю» ІФ (Стокгольм)          |
| 1932  | «Гаммарбю» ІФ (Стокгольм) (1) | Седертельє СК                      |
| 1933  | «Гаммарбю» ІФ (Стокгольм) (2) | ІК «Йота» (Стокгольм)              |
| 1934  | АІК Стокгольм (1)             | «Гаммарбю» ІФ (Стокгольм)          |
| 1935  | АІК Стокгольм (2)             | «Гаммарбю» ІФ (Стокгольм)          |
| 1936  | «Гаммарбю» ІФ (Стокгольм) (3) | АІК Стокгольм                      |
| 1937  | «Гаммарбю» ІФ (Стокгольм) (4) | Седертельє СК                      |
| 1938  | АІК Стокгольм (3)             | «Гаммарбю» ІФ (Стокгольм)          |
| 1939  | Змагання не проводилися       | Змагання не проводилися            |
| 1940  | ІК «Йота» (Стокгольм) (8)     | АІК Стокгольм                      |
| 1941  | Седертельє СК (3)             | ІК «Йота» (Стокгольм)              |
| 1942  | «Гаммарбю» ІФ (Стокгольм) (5) | Седертельє СК                      |
| 1943  | «Гаммарбю» ІФ (Стокгольм) (6) | ІК «Йота» (Стокгольм)              |
| 1944  | Седертельє СК (4)             | «Гаммарбю» ІФ (Стокгольм)          |
| 1945  | «Гаммарбю» ІФ (Стокгольм) (7) | Седертельє СК                      |
| 1946  | АІК Стокгольм (4)             | Седертельє СК                      |
| 1947  | АІК Стокгольм (5)             | ІК «Йота» (Стокгольм)              |
| 1948  | ІК «Йота» (Стокгольм) (9)     | УоІФ «Маттеуспойкарна» (Стокгольм) |
| 1949  | Змагання не проводилися       | Змагання не проводилися            |
| 1950  | «Юргорден» ІФ (Стокгольм) (2) | Мура ІК                            |
| 1951  | «Гаммарбю» ІФ (Стокгольм) (8) | Седертельє СК                      |